# El abismo
El abismo é uma telenovela mexicana, produzida pela Televisa e exibida em 1964 pelo Telesistema Mexicano.

## Elenco
- Amparo Rivelles
- Guillermo Aguilar
- Jacqueline Andere
- Héctor Andremar